# Stoke Bruerne
Stoke Bruerne is een civil parish in het bestuurlijke gebied South Northamptonshire, in het Engelse graafschap Northamptonshire met 373 inwoners.
Bij Stoke Bruerne ligt de zuidelijke ingang van de Blisworth Tunnel in het Grand Union Canal.